# 무라트 2세
무라트 2세(오스만 튀르크어: مراد ثانى, 튀르키예어: II. Murat, 1404년 - 1451년 2월 3일)는 오스만 제국의 제6대 술탄이다(재위 1421년 - 1444년).(1446년 - 1451년)중간에 2년(1444년 - 1446년)은 그의 아들 메흐메드 2세에게 권좌를 내주고 은퇴생활을 했었다. 무라트 2세의 통치기간은 발칸반도의 기독교 세력과 아나톨리아의 오랜 전쟁과 튀르크 연합국과의 25년에 걸친 투쟁으로 점철되어 있다.

## 생애
1421년 아버지 메흐메트 1세가 사망하자 술탄에 즉위했다. 그의 아버지는 생전에 술탄의 지위를 놓고 다른 형제들과 다툼을 벌이고 있었을 때에 동로마 제국의 원조를 얻었다. 이때 동로마 제국과 오스만 제국은 동맹관계가 되었다.
하지만 무라트 2세의 통치 초기에 비잔티움 황제 마누엘 2세 팔라이올로고스의 아들 요한네스 8세 팔라이올로고스가 앙카라 전투에서 죽었다고 생각했던 아버지의 형제 무스타파(이 인물이 진짜인지는 지금까지 불명이다. 오스만 측에서는 꾸며진 인물이라고 판단했다.)를 대립 술탄으로 옹립해 내정간섭을 해왔다.
이에 분노한 무라트 2세는 무스타파를 격파하고 그를 처형한 뒤 비잔티움 제국과의 동맹을 파기했다. 동로마 제국의 수도 콘스탄티노폴리스를 포위한 오스만군에게 이미 약해진 비잔티움군은 적수가 되지 못하였으며, 수도는 함락 위기에 빠졌다. 하지만 마누엘 2세 팔라이올로고스가 아버지의 은인이란 점과 매우 뛰어난 문화인으로써 재능을 가지고 있었기에 오스만 제국에게 유리한 화평조약을 맺고 군을 돌려보냈다. 이 조약으로 이후 동로마 제국은 다시 오스만 제국에게 공물을 보내야만 했다. 일설에는 ‘본국에서 반란이 일어났기 때문에 물러났다’라는 얘기도 있다.
1425년까지 정적들을 거의 제거하고 아나톨리아 서부의 투르크멘 공국에 대한 오스만 제국의 지배권을 재확립했으며 1430년에는 발칸반도로 관심을 돌려 5년간의 싸움 끝에 베네치아 공화국에게 양도되어있던 북부 그리스의 테살로니카(지금의 테살로니키)를 점령했다.
오스만군은 처음에는 헝가리·세르비아·카라만 연합군에 잘 대항했지만 1441년 이후 신성로마제국·폴란드·알바니아군까지 연합군에 가세하게 되자 오스만 제국은 니시와 소피아를 잃고 잘로와즈에서는 크게 패했다. 1444년 6월 12일 에디르네에서 무라트는 발칸의 제국과 10년간 강화조약에 서명하고, 당시 12세 된 아들 메흐메드 2세에게 술탄의 지위를 양위하고 자신은 아나톨리아로 남부로 돌아가 은둔생활을 하였다.

## 복귀
서유럽의 기독교 세력은 교황 에우제니오 4세의 지원하에 곧 강화협정을 깨뜨리고 오스만을 침략했다. 아들 메흐메트는 젊고 경험이 미숙했기에 관료들이 따르지 않았고 원정에도 실패했기 때문에 아들의 간곡한 요청에 의해, 무라트는 다시 복귀하여 오스만 군대를 이끌고 1444년 11월 바르나 전투에서 헝가리-폴란드 기독교 연합군을 무찔렀다.

## 두 번째 재위와 죽음
바르나 전투 이후 무라트는 1446년 다시 오스만 제국의 통치권을 쥐게 되었다.
1448년 10월 17일 제2차 코소보 전투에서 세르비아를 포함한 기독교 나라들과 싸워 승리를 거두고, 비잔티움 제국을 계속 압박했다. 그러나 무라트 2세는 비잔티움 제국을 멸망시킬 생각은 없었기에 요한네스 8세의 뒤를 이은 콘스탄티누스 11세의 즉위를 승인하고 화평조약을 맺었다.
1450년-1451년 겨울, 무라트는 병으로 쓰러졌고 에디르네에서 죽었다. 그러자 그의 아들 메흐메드 2세가 다시 그의 뒤를 이었다.
| 전임 메흐메트 1세(1403 - 1421) 메흐메드 2세(1444 - 1446) | 오스만 제국의 술탄 1421년 - 1444년 1446년 - 1451년 | 후임 메흐메드 2세(1451 - 1481) |